# Belon Gellért
Belon Gellért (Füzesabony, 1911. szeptember 24. – Pécs, 1987. május 23.) magyar római katolikus pap, lelkigyakorlat-vezető, pécsi segédpüspök, Magyarország pártállami korszakának egyik legkiemelkedőbb egyházi személyisége.

## Pályafutása
Középiskoláit Debrecenben és Kecskeméten a piaristáknál, illetve Kalocsán a jezsuitáknál végezte. Ezután mint osztályelső tanulót érseke a budapesti Központi Papnöveldébe küldte 1929-ben, hogy a Pázmány Péter Katolikus Egyetem teológiai karán folytassa tanulmányait. Kalocsán szentelték pappá 1934. június 17-én. 1935-ben hittudományi doktorátust szerzett.
Papi működését káplánként Fajszon kezdte. 1936–47-ig Kalocsán, a Hittudományi főiskolán tanított teológiát, s közben a szeminárium spirituálisa (lelkivezetője) volt. Plébános volt Sükösdön, Baján, Miskén, majd haláláig Jánoshalmán. 1958-ban főpásztora a bátmonostori apáti címet adományozta neki. Kérlelhetetlen elvhűsége miatt lelkipásztori tevékenységét a kommunista hatalom többször is gátolta. Írásait közel egy évtizeden át (az 1960-as években) a katolikus sajtó sem közölhette, tervezett lelkigyakorlatait, ha tudomást szereztek róla, a hatóságok gyakran megakadályozták általában a szervezők, szerkesztők megfenyegetésével. A sok megaláztatás siettette egészsége romlását, ugyanakkor ő mindezt úgy fogta fel, mint „Jézus názáreti rejtett életéhez való hasonlóságot”.

### Püspöki pályafutása
Boldog XXIII. János pápa 1959 szeptemberében elidei címzetes püspökké és pécsi apostoli kormányzóvá nevezte ki. Püspökké szentelésére ugyanakkor 23 éven át várnia kellett, mire a magyar állam ehhez a hozzájárulását adta, így arra csak 1982. április 22-én került sor, amikor is boldog emlékű II. János Pál pápa kinevezte pécsi segédpüspökké az akkor már nagybeteg papot. Püspöki jelmondata: „Vulnere sanus – Sebtől gyógyult”.
Egészségi állapotának megromlása miatt (1975-től beteg fél tüdővel élt) a jánoshalmi plébánián maradt. 1987. május 23-án hunyt el. Földi maradványait a Pécsi székesegyház altemplomában helyezték örök nyugalomra.

### Hatása
Teológiai felkészültségét az üldöztetések ellenére is gyümölcsöztetni tudta mindazok körében, akikhez eljutott. A szorongattatások enyhültével, a nyolcvanas évektől írásaival végre szélesebb tömegek felé is fordulhatott. Irodalmi és közéleti tevékenysége révén országos ismertségre tett szert. Az újszövetségi szentírást nemcsak jól ismerte (tudta kívülről), hanem annak tanítását papok és hívek számára egyaránt szinte karizmatikus adománnyal tudta magyarázni. Nyomtatásban több írása is megjelent. Legismertebb könyvei: Imádkozzál, Jézus lelkülete, Ellesett pillanatok, Bibliai elmélődések.
Járatos volt az irodalomban, a képzőművészetekben és a zenében egyaránt. Az akkori szellemi élet több ismert személyével is közeli kapcsolatban állt. Az idős és beteg Kodolányi János az ő közbenjárásával tért vissza a katolikus hitre, akit halálakor ő búcsúztatott el. Szintén ő temette el Dienes Valériát és Illyés Gyulát is. A fiatal, később nagy elismertségre szert tevő festőművész papnak, Prokop Péternek, aki később számos könyvét illusztrálta, mentora, mecénása volt, mint ahogy az operaénekes Reményi Sándornak is.

## Emlékezete
Halálának ötödik évfordulóján a Szent István Társulat emlékkönyv kiadásával tisztelgett, melyben több korábban megírt írását, néhány kiadatlan kéziratát, illetve kortársak visszaemlékező sorait gyűjtötték egybe.

## Művei
Nyomtatásban megjelent művei (válogatás):
- Imádkozzál. Elmélkedések gyakori imáinkról
  - Szent István Társulat, 1978 (neve feltüntetése nélkül), 1983, 1988.
  - Magyar Máltai Szeretetszolgálat, 2004, 2005.
- Jézus lelkülete
  - Szent István Társulat, 1984, 1988.
- Ellesett pillanatok. Evangéliumi elmélkedések
  - Szent István Társulat, 1986.
- Bibliai elmélődések. Összegyűjtött dolgozatok
  - Szent István Társulat, 1987.
- „Élet a halálból”. A feltámadás misztériuma
  - Prugg Verlag, 1990
  - Új Ember, 2006.
- Keresztutunk Jézussal az egyházban
  - Szent István Társulat, 1999.